# Phaeochrous nicolasi
Phaeochrous nicolasi är en skalbaggsart som beskrevs av Keith 2002. Phaeochrous nicolasi ingår i släktet Phaeochrous och familjen Hybosoridae. Inga underarter finns listade i Catalogue of Life.